# Appias melania
Appias melania is een vlindersoort uit de familie van de Pieridae (witjes), onderfamilie Pierinae.
Appias melania werd in 1775 beschreven door Fabricius.